# 何少苓
何少苓（1943年—），广东南海人，汉族，中华人民共和国政治人物、第十一届全国人民代表大会湖北地区代表。
毕业于中国水利水电科学研究院水力学及河流动力学专业。2008年，担任全国人大环境与资源保护委员会委员，中国水利水电科学研究院副总工程师。